# 南島原市立南有馬中学校
南島原市立南有馬中学校（みなみしまばらしりつみなみありまちゅうがっこう）は、長崎県南島原市南有馬町にある公立中学校。略称は「南中」（なんちゅう）。

## 概要
歴史
1947年（昭和22年）の学制改革の際に、新制中学校として創立された。2012年（平成24年）に創立65周年を迎えた。
校区
南島原市南有馬地区全域（古園、北岡、梅谷、白木野、浦田、大江東、大江西、吉川）
小学校区は南島原市立南有馬小学校
校訓
「自主・明朗・協同」- 1981年（昭和56年）に制定。
校章
1950年（昭和25年）当時教頭の田中茂幸によってデザインされた。「南」という字をピラミッド形に図案化し、雲仙岳を表した上に中の字をあしらったもので、 南の上部の十の字は原城を意味する。即ち雲仙岳のふもと原城の一角に南中が聳え立っている。校章の下の方にあるとんがっているのは、万年筆である。
校歌
1950年（昭和25年）4月23日の開校記念日に制定された。作詞は石田茂義（初代校長）、作曲は実成勉（当時島原高校音楽科教諭）による。歌詞は3番まであり、校名は歌詞中に登場しない。歌詞は南有馬中学校の公式ウェブサイトに掲載されている。
南有馬中学校校歌のMIDIダウンロード
通学手段
- 徒歩 - 主に南有馬小学校出身の生徒である。
- 自転車 - 遠隔地（古園・北岡地区、白木野地区、吉川地区、大江西地区（平・宇土のみ）、浦田地区（岡のみ））居住の生徒には自転車通学が認められている。
- スクールバス - 1998年度（平成10年度）から運行されており、梅谷地区の生徒がスクールバスを利用して通学している。

主な進学先
- 県立高校 - 口加、島原商業、島原農業、島原工業、島原翔南、島原
- 国立学校 -  口之津海上技術学校

## 沿革
- 1947年（昭和22年）
  - 4月1日 - 学制改革（六・三制の実施）により、新制中学校「南有馬町立南有馬中学校」が創立される。校区を南有馬町全域とする。
    - 初代校長に石田茂義が就任。教職員13名。生徒数は499名（男子291名・女子208名）。
    - 1年生が231名（5学級）・2年生が204名（4学級）・3年生が64名（1学級）、計10学級

  - 4月23日 - 旧南有馬町公会堂にて始業式を挙行。
    - 創立当初は教室が不足していたため、10学級を8学級に再編し、南有馬実業高等青年学校、南有馬小学校校舎南側6教室、南有馬公会堂を2つに区画して分散授業を実施した。
- 1948年（昭和23年）4月 - 大江海岸八幡神社の敷地に川棚工員宿舎を移転改築し平屋建ての校舎が完成。
- 1950年（昭和25年）
  - 3月23日 - 校歌を選定。
  - 5月 - 2階建て校舎（14教室）が完成。
  - 10月 - 電話が架設される。校章を制定。
- 1951年（昭和26年）6月 - ピアノを購入。
- 1952年（昭和27年）
  - 9月 - 講堂が完成。
  - 12月 - 国旗掲揚台を設置。
- 1953年（昭和28年）10月 - 八幡神社遷座により、運動場を拡張。
- 1954年（昭和29年）4月 - 生徒数が最大の725名（15学級）を記録する。
- 1955年（昭和30年）11月 - 講堂の一部を利用して柔道を開始。
- 1956年（昭和31年）
  - 3月 - 校庭に植樹。
  - 6月 - 校門を設置。
- 1959年（昭和34年）7月 - 自転車置き場が完成。
- 1960年（昭和35年）9月 - 女子制服を制定。
- 1961年（昭和36年）12月 - 鉄骨の新校舎が完成。
- 1964年（昭和39年）
  - 4月 - 南高来郡の公立中学校としては初めて特殊学級を開設。
  - 11月 - 給食室が完成。
  - 12月 - 南高来郡の公立中学校としては初めて完全給食を開始。
- 1966年（昭和41年）8月 - 旧校舎平屋建て4教室の大修理を実施。
- 1968年（昭和43年）
  - 5月 - ブラスバンド（吹奏楽部）を編成。
  - 6月 - プールが完成。
- 1976年（昭和51年）3月 - 新校舎が完成。
- 1977年（昭和52年）3月 - 体育館が完成。運動場にナイター施設が設置される。
- 1981年（昭和56年）9月 - 校訓を制定。
- 1998年（平成10年）- スクールバスの運行を開始。
- 2006年（平成18年）3月31日 - 南島原市の発足により、「南島原市立南有馬中学校」（現校名）に改称。

## 行事
体育大会
体育大会は5月（春）にあり、青ブロックと赤ブロックに分かれて点数を争う。ここ数年、体育大会では南有馬中学校伝統の組体操が行われている。その組体操だが、秋にある町の体育祭で披露する。体育大会で審判や招集などの係が決められる。それとは別に、体育大会実行委員がある。
海岸清掃・砂の造形
各地区ごとに別れ、アイデアスケッチを集めて、選ばれたアイデアスケッチを砂の造形のときに彫る。
砂の造形の当日は、午前中は海岸清掃をし、午後から、砂の造形をするため、海には2回往復する。
文化学習発表会・合唱コンクール
毎年、一年生は、「地域探求」をテーマに発表し、二年生は、男子は「大江先踊り」、女子は「落城の賦」を披露し、三年生は、劇などをしている。
文化学習発表会実行委員があり、プロローグや、合唱コンクールの練習の主導、照明などの係、司会進行などをする。
合唱コンクールでは、学年ごとに課題曲・自由曲を歌う。
合唱コンクール（正確に言えば、文化学習発表会の終わったあとの昼の休み時間）に同じ大江地区にある南有馬小学校から6年生が見学に来る。

## 生徒会活動
スローガン
「南中邁進」
総務
生徒会総務は、3年生の会長、副会長、書記、会計、2年生の副会長、副書記、副会計で構成されている。
生徒会活動は朝のあいさつ運動や清掃奉仕など役員を中心に自主的に実践されており、「やるばいボランティア」という、新聞紙や空き缶を集めて、それを募金したりするボランティア活動等もしている。そして、明るく温かい教育環境づくりに寄与している。
自治部
生活・整美部、学習部、文化部、給食部、保体部からなる。
学習部
次の授業の内容を聞きに行く仕事や、スペリングコンテストなどを行っている。
生活・整美部
全校生徒が減少しているため併合され、平成25年度の3学期に生活・整備部となった。これは、自転車点検や、身なり調査などを行なっている。そのほか、環境整美や、落書き調査も行なっている。
文化部
図書の貸出の管理、図書室の管理、ポスター等の掲示、校内放送などを行っている。
給食部
残飯の調査、牛乳パックの処理などを行っている。
保体部
健康観察、体育の準備運動などを主に行っている。

## 学校生活
朝
登校時刻は午前8時5分。金曜日の朝には朝会（朝礼）が行われることがある。朝練をしている部活があり、各自治部や生徒会、部活動などであいさつ運動をしている。
授業
6時間授業
給食
自校給食であり、調理員が3名配置されている。
昼休み
図書室に行って本の貸し借りをしたり、教室にいたり、外でテニスやキャッチボールで過ごしたりする時間となっている。
放課後
各部活ごとに1周50秒から75秒までのスピードで10分走をしている。10分走が終わったあとは部活動がある。部活動がない生徒は下校する。3年生は3学期から10分走の時間帯に教室で受験勉強をしている。
色による学年の区別
シューズの色と名札にあるラインの色で学年がわかる。入学時に色が決定し、3年間使用する。色は青・緑・黄の3色の順。

## 施設
職員室
主に、教室の鍵を借りたり、校内放送で放送したいとき、または、職員室の先生に用事がある場合はいる事がある。テスト期間中や、会議中の時は入れないので、教室の鍵や部室の鍵を借りたい場合は、あらかじめ借りておくという対策が必要である。また、校内で唯一冬は暖かく夏は涼しいスポットでもある。神社が近くにあるので、夏はセミが五月蠅い。
音楽室
音楽の授業や、放課後に吹奏楽部が使ったりする。また、2学期にある、合唱コンクールでも練習とために使う。
図書室
「はだしのゲン」や「ブラックジャック」や歴史の漫画本がおいてある。もちろんその漫画本も貸出ができる。金曜日になると、同じ大江地区にある原城図書館から図書館司書が1名派遣されてくる。
普通教室
1年生は1階、2年生は2階、3年生は3階に教室がある。また、特別支援学級の教室は1階にある。

## 部活動
運動部
- バレーボール部（女）
- ソフトテニス部
- バスケットボール部（男）
- 陸上部
- 柔道部
- 野球部

文化部
- 吹奏楽部

## 周辺
自然・史跡
- 茶臼山
校庭の横（南側）には、中学校の所在する小字（南有馬町大江名茶臼山）にもなっている「茶臼山」がある。標高は海抜4mほどで国指定の史跡原城跡の一部になっている。このあたりを支配していた戦国時代の領主、有馬氏の出城であった原城、別名日暮城の天草丸の西端にあたる。有馬氏が治めていた当時は、ここで領主や家臣のお茶会などが催され、海に面し景色の良い風雅な場所であったと言われている。現在は、中学校建設と自然侵食により随分低くなったが、地名に残っている「山」である。
また、以前は茶臼山の南側は海岸であったが、隣接する下水処理場が海を埋め立てて出来たため、現在は海岸にそそり立っている山になっていない。山頂には、戦後の新制中学校設立時、南有馬中学校の記念碑（石碑）が設置されている。この記念碑の裏面には、「由緒正しき茶臼山の聖域を撰びて……」とあり、昭和20年台前半にこの中学校がこの歴史ある地を選んで建設されたことが記されている。昭和60年台には、弁当や水筒、防寒具など登山に必要不可欠な用具を持参し、茶臼山登頂を目指した生徒がいたが、わずか5秒で登頂に成功したという伝説もあった[要出典]。
- 白洲
南有馬中学校から見える、原城本丸沖合に浮かぶ浅瀬で、旧暦の3月と8月の最干潮時に見られる。珊瑚と異なり極めて珍しい植物の一種で、学名「リソサムニューム」といわれている。世界でも珍しくインド洋、イギリス海岸と当地の3カ所でしか見られない貴重な場所である。
- 原城
1639（寛永14）年、島原の乱の舞台ともなった原城は、約9万年前に起きた阿蘇火山の火砕流の痕跡である。火砕流によってつくられた台地を利用し、原城は築城された。また、夏休みの登校日に南有馬中学校の生徒で、原城に生い茂っている雑草を刈るボランティアをしている。
- 島原の乱慰霊塔
乱後の代官・鈴木三郎九郎重成によって建立された、島原の乱の犠牲者を祀る慰霊塔。
- 八幡神社
毎年10月24日から26日までの3日間、例大祭が行われている。総合的な学習の時間で、練習した「大江先踊り」を先踊り保存会と共に、生徒も奉納披露をしている。また境内には殉国慰霊塔がある。（太平洋戦争・大東亜戦争戦没者を慰霊）

公共機関
- 南島原市役所南有馬総合支所（旧・南有馬町役場）
- 南島原市立南有馬小学校
- 南島原郵便局
- 原城図書館

## 交通アクセス
最寄りのバス停
- 島鉄バス 「南有馬総合支所前」バス停

最寄りの道路
- 国道251号

かつては島原鉄道原城駅があったが、同線が2008年（平成20年）4月に部分廃止され廃駅となった。

## 参考資料
- 「南有馬町郷土誌」（1969年（昭和44年）11月5日発行, 南有馬町教育委員会）p.132 -
- 「長崎新聞に見る長崎県戦後50年史（1945～1995）」（1995年（平成7年）8月9日発行, 長崎新聞社）「南有馬町」